# 睿真皇后
睿真皇后，沈姓，吴兴郡乌程县（今浙江省湖州市）人，唐代宗为广平郡王时的妾室，唐德宗生母，其同族晚辈墓志与《唐会要》、《元和姓纂》均称其为代宗皇帝妃。在安史之乱中失踪。其子登基后，遥尊为皇太后，后追尊皇后。

## 先世
沈氏出自吴兴沈氏，家族世代为显贵的豪门世族，沈氏的六世祖沈勰是南梁的安陆郡太守，带领族人归附北周，周武帝宇文邕娶其女为皇后，册拜沈勰为尚书左仆射，在鄠杜赐给沈家田宅。沈氏的高祖沈琳是隋朝水部郎中、大理卿，曾祖沈士衡是陕州司马、德州刺史，祖父沈介福是尚书司封员外郎、试任长安县令，父亲沈易直是秘书监。另有兄长沈震，在唐代宗时期为秘书少监。因伯父沈易从及其他家族成员安葬于洛阳，故认为其家族定居于此。

## 生平
开元末年，沈氏以良家子的身份选入太子李亨（即唐肃宗）宫中。沈氏受选后被李亨赐予儿子李俶（时为廣平王，即唐代宗）。天宝元年（742年），沈氏生下李俶的长子李适（即唐德宗）。
755年爆发安史之乱，丈夫李俶随祖父唐玄宗、父亲李亨逃出长安。与其他未来得及出逃的亲王、王妃、公主一样，沈氏落于安禄山政权之手。沈氏被囚于东都洛阳掖庭。至德二年（757年），李俶率兵收复东都，两人见面后，沈氏仍留于洛阳。不久，史思明攻陷洛阳。等到唐军再度收复东都时，已失去沈氏踪迹。
宝应元年（762年），李俶即位，即唐代宗，派人四处求访沈氏，十余年而无音讯。永泰元年七月九日，壽州崇善寺尼姑广澄称自己是太子母沈氏，经审查为假，被鞭杀。建中元年（780年）十一月，德宗即位后遥尊为皇太后，再次派出使臣，周行天下寻找。次年二月，使臣声称找到沈氏，群臣称贺，后被辨识为诈妄。此后诈称太后者数四，德宗皆不之罪，直到德宗驾崩，沈氏仍没有消息。
806年，德宗孙宪宗即位，才为沈氏举哀，以祎衣一副，合葬于代宗元陵。十一月，册谥睿真皇后。

## 相關電視劇
1987年，台湾中國電視公司 《珍珠传奇》，施思主演；片头曲《珍珠传奇》歌词：“天姿蒙珍宠，明眸转珠辉。兰心蕙质出名门，吴兴才女沈珍珠。”
1994年，台湾中國電視公司《人面桃花》，马景涛主演；剧中沈珍珠作为配角出场，尹寶蓮饰演。
2017年，中国大陆欢瑞世纪 《大唐榮耀》，景甜主演。

## 备注
1. ↑  唐代采选良家子为皇子孙妃嫔与宫内女官的补充，对良家子要求出身世家且祖上无犯罪记录，良家子受选后宫廷会以礼聘纳[5]。

## 延伸阅读
[在维基数据编辑]
 《舊唐書/卷52》，出自刘昫《舊唐書》
 《新唐書/卷077》，出自《新唐書》